# Aloe adigratana
Aloe adigratana (укр. Алое адігратана, алое адігратське)  — сукулентна рослина роду алое.

## Етимологія
Видова назва походить від міста Адіграт, біля якого знайдений цей вид Алое.

## Біологічна характеристика
Багаторічний чагарник, стовбур стоячий до 1 м заввишки або лежачий до 2 м завдовжки; листя стиснуті, 40-60 х 7-15 см, тьмяно-зелені з численними блідо-зеленими плямами на нижній третині або чверті поверхні, по краям розташовані шипи (4-5 на 10 см) 3-4 мм завдовжки, червонувато-коричневого кольору. Суцвіття до 1 м, розгалужене в 3-5 китиці. Китиці циліндричні, конічні, 12-22 см завдовжки, з щільно розташованими квітками (до 8 квіток на 1 см). Приквітки яйцеподібні, загострені до майже трикутних, 8-12 × 2,5-4 мм. Квітконіжки довгі (12) 14-20 мм. Оцвітина булавоподібна, 25-27 (-33) мм завдовжки, 6-8 мм завширшки, оранжева або жовта. Основний період цвітіння із січня по квітень.

## Місця зростання
Росте в регіоні Тиграй, на півночі Ефіопії на висоті 1800—2700 метрів над рівнем моря у скелястих місцях, в основному на пісковику, також на цокольному комплексі на висоті 2000—2700 м над рівнем моря. Щільність в популяції для Aloe adigratana — 2-10 зрілих особин на 500 м². Ареал захоплює також Еритрею. Про зростання в інших місцях відомостей немає.

## Умови зростання
Посухостійка рослина. Мінімальна температура — + 10 °C. Надає перевагу сонячним місцям або легкій тіні.

## Охоронний статус
Aloe adigratana входить до Червоного Списку Міжнародного Союзу Охорони Природи видів під загрозою зникнення тому, що має дуже обмежений ареал. Крім того відомий локалітет розташований за 20 км від міста, що розширюється. Тиск на природні ресурси в області, ймовірно, робить негативний вплив на якість середовища проживання цього виду.
Вид вирощується в трьох ботанічних садах, що входять до Міжнародної ради ботанічних садів з охорони рослин (англ. Botanic Gardens Conservation International).

## Використання
Всі види алое використовуються в медичних цілях. Aloe adigratana крім того часто культивується як граничний паркан. Він був помічений посадженим в церковному дворі за 100 км від місця зростання.